# Протовестиарий
Протовестиарий (от греч. πρωτοβεστιάριος, «первый вестиарий») — начальник императорской гардеробной, церемонимейстер; до XIII века эту должность исполняли евнухи. Протовестиарий сопровождал василевса в походах и мог командовать войсками. В середине XIV века эта должность занимала 6-е место в табели о рангах византийского двора. В поздний период (XII—XV века) это звание присваивалось главному финансовому чиновнику. В этом же смысле данный титул употреблялся в средневековой Сербии.

## В Византии
Предшественником данного титула считается звание комита священных одежд (лат. comes sacrae vestis), то есть лица, отвечавшего за императорский гардероб. Комит священных одежд подчинялся препозиту священной опочивальни. В грекоязычной терминологии возглавляемое им подразделение называлась греч. οἰκειακόν βεστιάριον, «частный вестиарион», в отличие от «публичного», глава которого исполнял фискальные обязанности. Частный вестиарион включал также частично императорскую сокровищницу. Его персонал был весьма многочисленен. В средний период протовестиарий занимал в придворной иерархии место после паракимомена. В IX—XI веках протовестиариям доверяли также иногда обязанности полководцев и послов. В XI веке значение этой должности ещё более возросло, она трансформировалась в почётное звание, которое стали присваивать не-евнухам. В этом качестве титул сохранился до эпохи Палеологов. Существовала женская форма этого титула, протовестиария (греч. πρωτοβεστιαρία), его присваивали руководительнице слуг императрицы.
Среди протовестиариев известны следующие:
- Константин Лихуд, впоследствии патриарх Константинопольский;
- Андроник Дука, при императорах Романе IV Диогене и Михаиле VII;
- Алексей Дука, впоследствии император;
- Иоанн Дука Ватац, впоследствии император;
- Алексей Рауль[англ.] при Иоанне III Ватаце;
- Георгий Музалон[англ.] при Феодоре II Ласкарисе;
- Михаил Тарханиот, племянник и полководец Михаила VIII Палеолога.

## На Балканах
В Сербии первый известный протовестиарий Юрек упоминается в 1323 году. В дальнейшем протовестиарии многократно упоминаются сербскими и боснийскими правителями. Как и в Византии, обязанности протовестиария включали в себя управления казной. Также протовестии известны в средневековых Болгарии и Валахии.